# Comuna Krasna Luka, Hadeaci
Krasna Luka (în ucraineană Красна Лука) este o comună în raionul Hadeaci, regiunea Poltava, Ucraina, formată din satele Buhalove, Hîtți și Krasna Luka (reședința).

## Demografie
Componența lingvistică a comunei Krasna Luka
     Ucraineană (96,56%)
     Rusă (2,65%)
     Alte limbi (0,25%)
Conform recensământului din 2001, majoritatea populației comunei Krasna Luka era vorbitoare de ucraineană (96,56%), existând în minoritate și vorbitori de rusă (2,65%).